# اولیدبکن
اولیدبکن (به سوئدی: Tunnelbacken) یک منطقهٔ مسکونی در سوئد است که در بخش اومیا واقع شده‌است.